# حامض البيسكو
حامض البيسكو (بالإسبانية: Pisco sour)، هو عبارة عن كوكتيل كحولي من أصل بيروفي وهو نموذجي للمأكولات في بيرو وشيلي، يأتي اسم المشروب من مشروب بيسكو، وهو نبيذ يصنع من العنب في البيرو، ومصطلح الحامض (الكوكتيل) في إشارة إلى عصير الحمضيات الحامض ومكونات التحلية، يستخدم حامض البيسكو في البيرو مشروب البيسكو باعتباره العنصر الأساسي، ويضيف عصير الليمون الطازج والثلج وبياض البيض ومرطبات الأنغوستورا، أما النسخة التشيلية متشابهة نوعاً ما، ولكنها تستخدم البيسكو التشيلي وليمون البيكا، وتستبعد المرارة وبياض البيض، تشمل الأنواع الأخرى من الكوكتيل تلك المصنوعة من الفواكه مثل الأناناس أو النباتات مثل أوراق الكوكا.
على الرغم من أن تحضير المشروبات المختلطة القائمة على البيسكو ربما يعود إلى القرن الثامن عشر، إلا أن المؤرخين وخبراء المشروبات يتفقون على أن الكوكتيل كما هو معروف اليوم قد اخترع في أوائل العشرينات من القرن الماضي في ليما، من قبل الساقي الأمريكي فيكتور فوغين موريس. غادر موريس الولايات المتحدة عام 1903 ليعمل في سيرو دي باسكو، وهي مدينة في وسط بيرو.
افتتح موريس باراً في ليما عام 1916، وسرعان ما أصبحت مكانًا شهيرًا للطبقة العليا في البيرو والأجانب، تم العثور على أقدم الإشارات المعروفة لحامض البيسكو في إعلانات الصحف والمجلات، التي يرجع تاريخها إلى أوائل عشرينيات القرن الماضي، خضع حامض البيسكو لعدة تغييرات حتى ابتكر ماريو بروجيت، وهو نادل بيروفي يعمل في حانة موريس، الوصفة البيروفية الحديثة للكوكتيل في الجزء الأخير من عشرينيات القرن الماضي عن طريق إضافة مرارة أنغوستورا وبياض البيض إلى المزيج.

## أصل الإسم

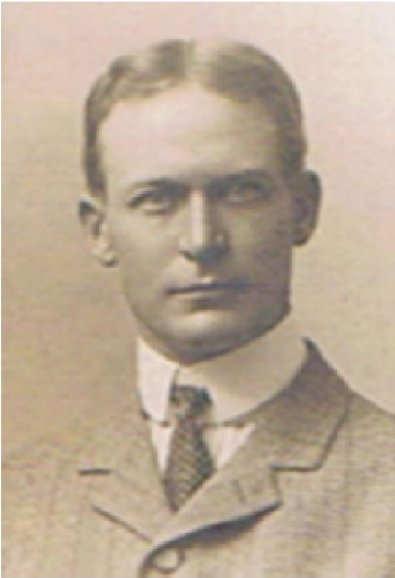
فيكتور موريس، مخترع حامض البيسكو

يشير المصطلح حامض (كوكتيل) إلى المشروبات المختلطة التي تحتوي على سائل أساسي (بوربون أو بعض أنواع الويسكي الأخرى)، وعصير الليمون أو الليمون، ومُحلي. ويشير بيسكو إلى الخمور الأساسية المستخدمة فيه، وكلمة بيسكو للمشروبات الكحولية جاءت تسميتها من ميناء بيسكو في بيرو، تصف المؤرخة أولوين بلوت في كتابها «أمريكا اللاتينية ومنطقة البحر الكاريبي»، والجغرافي السياسي براين بلوت تطور مزارع الكروم في أوائل العصر الاستعماري في بيرو وكيف تشكل سوق الخمور في النصف الثاني من القرن السادس عشر بسبب الطلب المتزايد من المستوطنات في جبال الأنديز، أدى الطلب المتزايد على مشروب إلى قيام شركة بيسكو ومدينة إيكا بإنشاء مصانع تقطير «لتحويل النبيذ إلى منتج»، وتلقى المنتج اسم الميناء الذي تم تقطيره وتصديره منه.

## التاريخ

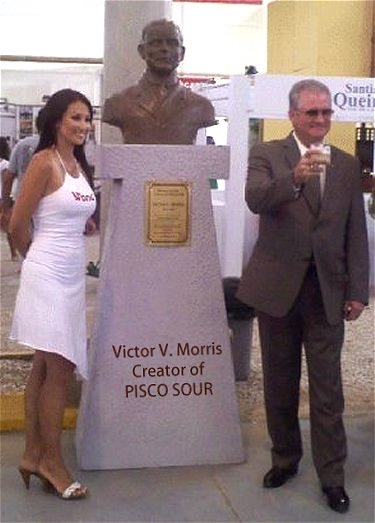
تم تكريم موريس في عام 2009 بتمثال نصفي في البيرو

تم جلب أولى أشجار الكرمة إلى البيرو بعد فترة وجيزة من غزو إسبانيا لها في القرن السادس عشر، ويشير المؤرخون الإسبان في ذلك الوقت إلى أن أول صناعة للنبيذ في أمريكا الجنوبية حدثت في مزرعة ماركاهواسي في كوزكو. حيث تم إنشاء أكبر وأبرز مزارع الكروم (كرمة) في القرنين السادس عشر والسابع عشر في الأمريكتين في وادي إيكا في جنوب وسط بيرو. وفي أربعينيات القرن الخامس عشر زرع بارتولومي دي تيرازاس وفرانسيسكو دي كارابانتس مزارع الكروم في بيرو. وقام كارابانتيس بإنشاء مزارع الكروم في مدينة إيكا، جاء عنب الكرمة إلى تشيلي من الأندلس وإكستريمادورا.
في القرن السادس عشر، بدأ المستوطنون الإسبان في تشيلي والبيرو في إنتاج أو دو فيي المقطر من العنب المخمر. منذ عام 1764 على الأقل، أطلق على أو دو فيي في البيرو اسم «بيسكو» نسبة إلى ميناء الشحن الخاص بها؛ ثم انتشر استخدام اسم «بيسكو» في تشيلي، الذي لا يزال يُصنع في البيرو وتشيلي، وهو موضوع خلافات مستمرة بين البلدين.

## النشأة

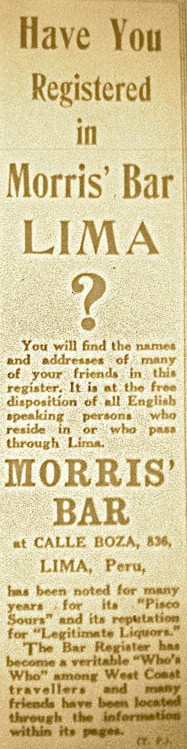
الإعلان عن بار موريس (Note: The image reads: "Have You Registered in Morris' Bar LIMA? You will find the names and addresses of many of your friends in this register. It is at the free disposition of all English speaking persons who reside in or who pass through Lima. MORRIS' BAR at CALLE BOZA, 836, LIMA, Peru, has been noted for many years for its "pisco sours" and its reputation for "Legitimate Liquors." The Bar Register has become a veritable "Who's Who" among West Coast travellers and many friends have been located through the information within its pages.")

نشأ حامض البيسكو في ليما، بيرو. تم إنشاؤه من قبل النادل فيكتور فوغين موريس وهو أمريكي من عائلة مرمونية محترمة من أصل ويلزي، انتقل إلى البيرو في عام 1904 للعمل في شركة للسكك الحديدية في سيرو دي باسكو. هاجر للعمل في المشاريع التجارية التي أنشأها رجل الأعمال ألفرد دبليو ماكيون، ثم انضم إلى مشروع ماكيون لبناء ما كان آنذاك أعلى خط سكة حديد في العالم وتسهيل تصدير المدينة للمعادن الثمينة. خلال الاحتفالات بإكمال خط سكة الحديد في يوليو 1904، استدعى موريس المكلف بالإشراف على الاحتفالات، وأعطاه كوكتيل البيسكو، بعد أن استُهلك جميع أنواع الويسكي المتاحة.
انتقل موريس إلى العاصمة ليما، مع زوجته البيروفية وأطفاله الثلاثة في عام 1915، وبعد ذلك بعام افتتح بار - حانة موريس - والذي أصبح ذا شعبية لدى كل من الطبقة العليا في البيرو والأجانب الناطقين بالإنجليزية. قام موريس بتطوير حامض البيسكو كنوع من الويسكي الحامض. ينسب المؤرخ التشيلي جونزالو فيال كوريا أيضًا اختراع حامض البيسكو إلى موريس في باره (بار موريس) في البيرو.
هناك تناقض في التاريخ المحدد عندما صنع موريس الحامض الشهير، يؤكد عالم ميكسولوجيست ديل ديغروف أن المشروب تم اختراعه في عام 1915، لكن مصادر أخرى تقول أن هذا حدث في عشرينيات القرن الماضي. في حين صحيفة الويب التشيلية إل ميركوريو تؤكد أن المؤرخين ينسبون عام اختراع المشروب إلى عام 1922، مضيفين أنه «ذات ليلة فاجأ موريس أصدقاءه بمشروب جديد أسماه» حامض البيسكو«، وهي صيغة تمزج البيسكو البيروفي مع الحامض الأمريكي».

## التحضير والمتغيرات

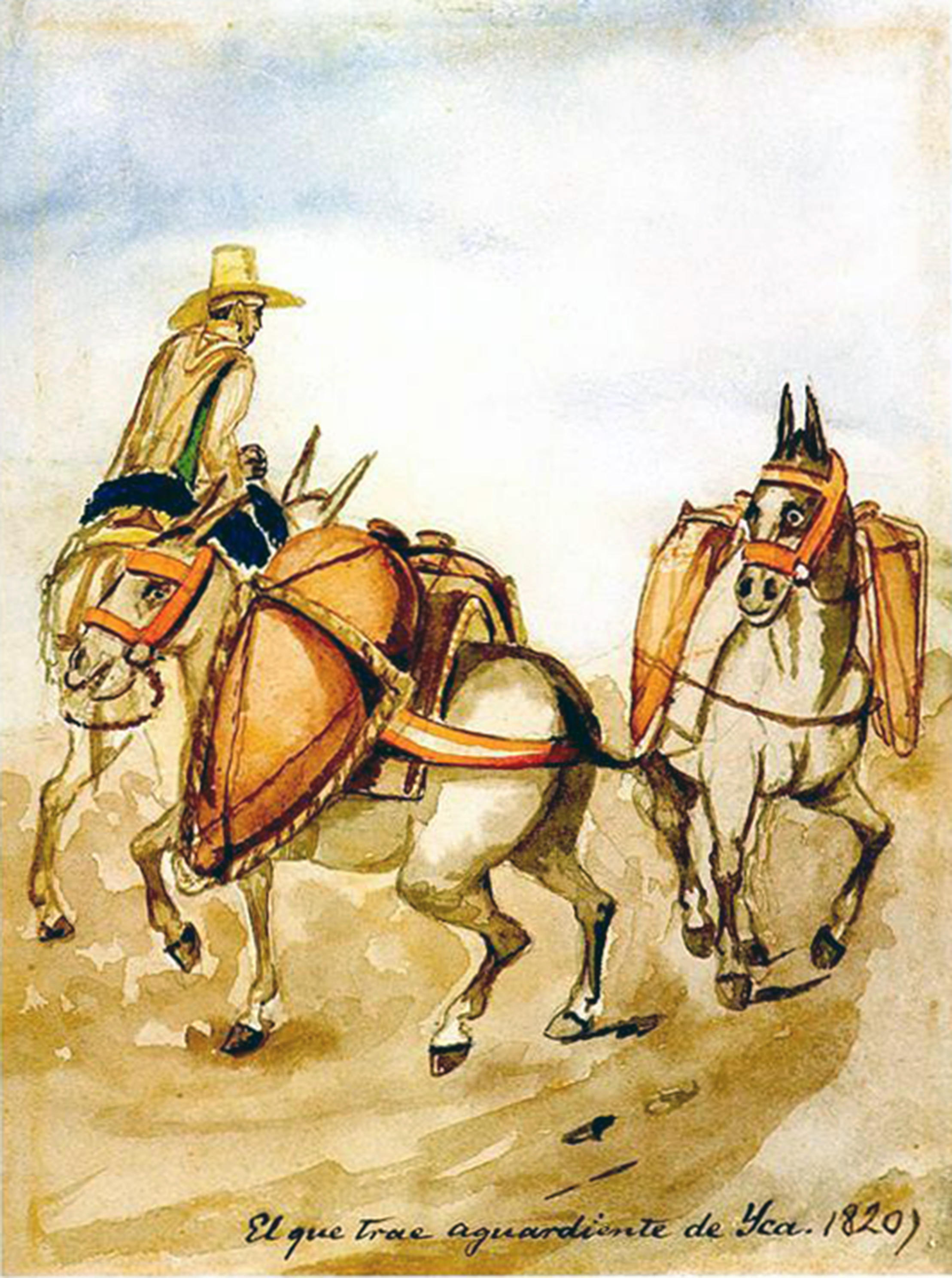
نقل البيسكو في حاويات خزفية تحمل الاسم نفسه من إيكا ، بيرو. لوحة مائية للفنان الأفرو بيروفي بانشو فييرو

يحتوي حامض البيسكو على ثلاث طرق مختلفة للتحضير، يتم صنع حامض البيسكو البيروفي عن طريق خلط البيسكو البيروفي مع عصير الليمون الرئيسي وشراب بسيط وبياض البيض ومرطبات أنغوستورا (للتزيين) ومكعبات الثلج. يُصنع حامض البيسكو التشيلي عن طريق خلط البيسكو التشيلي مع عصير ليمون بيكا وسكر مطحون ومكعبات الثلج. يؤكد دانيال جويلسون (كاتب وناقد طعام) أن الاختلاف الرئيسي بين نسختي لحامض البيسكو «هو أن البيروفيين يشتملون عمومًا على بياض البيض، في حين أن التشيليين لا يشملون ذلك.»

## الشعبية

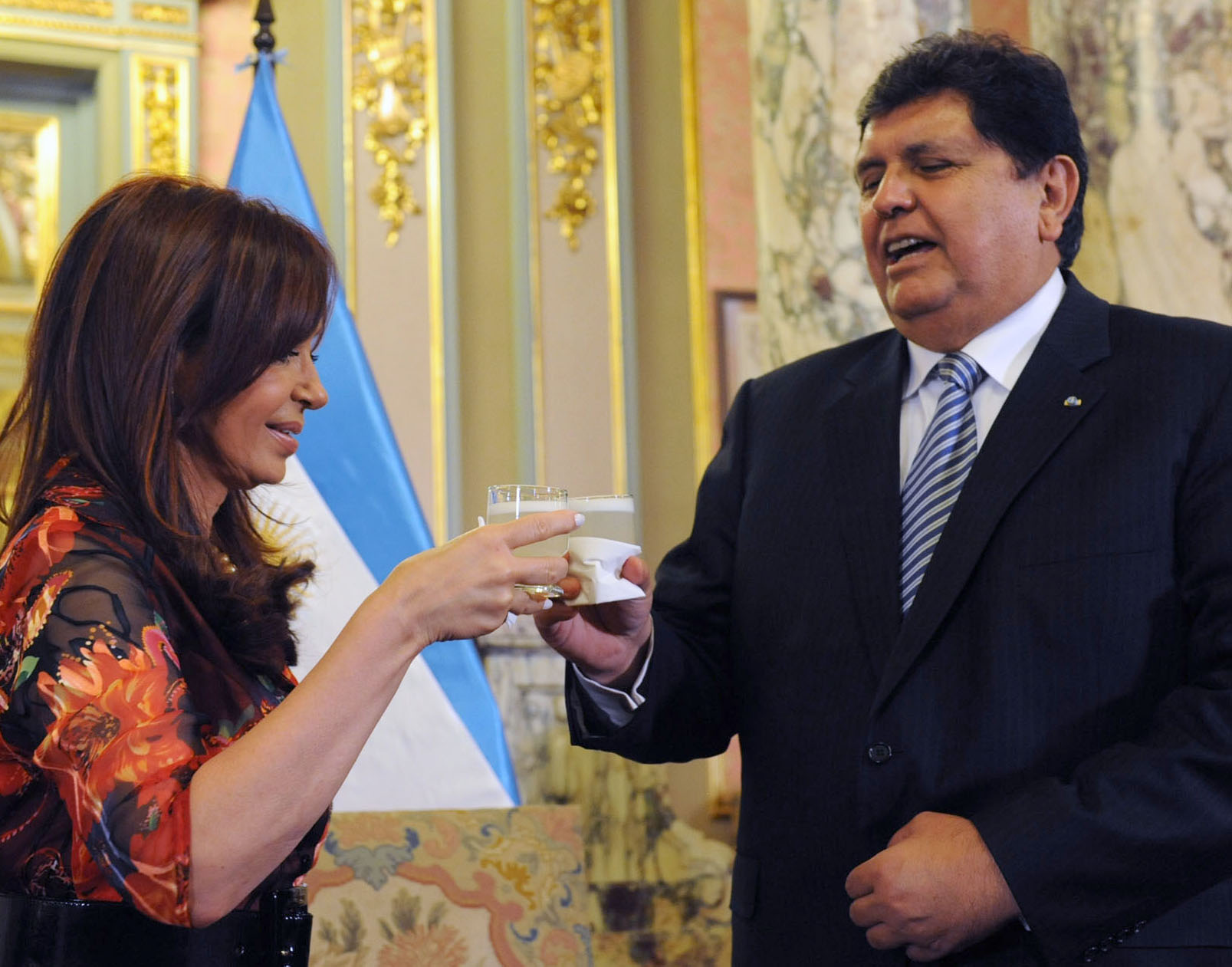
الرئيسة الأرجنتينية كريستينا فرنانديز والرئيس البيروفي آلان غارسيا يشربان حامض البيسكو في القصر الحكومي (بيرو) في عام 2010.

يصف دوغان ماكدونيل حامض البيسكو بأنه «الكوكتيل الأكثر أناقة في أمريكا اللاتينية، ذو الرغوة، المتوازن، المشرق ولكنه غني»، مضيفاً إنه كوكتيل بياض البيض المفضل لدي. وفقًا لرائد الأعمال التشيلي رولاند هينريش صاحب مطعم - بار في إسبانيا - إن «حامض البيسكو عالمي للغاية تمامًا مثل سيبيتشي، ولذا فهم غير معروفين كثيرًا». أنشأت البيرو في عام 2003 (يوم حامض البيسكو الوطني)، وهو يوم عطلة رسمية يتم الاحتفال بها في أول يوم سبت من شهر فبراير.
خلال اجتماع القادة الاقتصاديين لمنتدى التعاون الاقتصادي لدول آسيا والمحيط الهادئ لعام 2008، روجت البيرو لنظام البيسكو بقبول واسع النطاق، وبحسب ما ورد كان الكوكتيل هو المشروب المفضل للحضور، ومعظمهم من القادة ورجال الأعمال والمندوبين.

## الفهرس
- Albala، Ken، المحرر (2011). Food Cultures of the World Encyclopedia. Santa Barbara, California: ABC-CLIO. ISBN:978-0-313-37627-6.
- Baez Kijac، Maria (2003). The South American Table. Boston, Massachusetts: The Harvard Common Press. ISBN:1-55832-248-5.
- Bergeron، Victor Jules (1972). Trader Vic's Bartenders Guide. New York: Doubleday & Company, Inc. ISBN:978-0385068055.
- Blouet، Brian؛ Blouet، Olwyn (2009). Latin America and the Caribbean. Hoboken, New Jersey: John Wiley and Sons. ISBN:978-0-470-38773-3.
- Bohrer، Andrew (2012). The Best Shots You've Never Tried. Avon, Massachusetts: Adams Media. ISBN:978-1-4405-3879-7.
- Bovis، Natalie (2012). Edible Cocktails. New York: F+W Media, Inc. ISBN:978-1-4405-3368-6.
- Casey، Kathy (2009). Sips and Apps. San Francisco, California: Chronicle Books LLC. ISBN:978-0-8118-7823-4.
- Castillo-Feliú، Guillermo I. (2000). Culture and Customs of Chile. Westport, Connecticut: Greenwood Publishing Group. ISBN:0-313-30783-0.
- DeGroff، Dale (2008). The Essential Cocktail: The Art of Mixing Perfect Drinks. New York: Random House Digital. ISBN:978-0-307-40573-9.
- Duecy، Erica (2013). Storied Sips: Evocative Cocktails for Everyday Escapes. New York: Random House LLC. ISBN:978-0-375-42622-3.
- Facultad de Filosofía y Letras (1962). Anales del Instituto de Lingüística, Volúmenes 8–9. Mendoza, Argentina: Universidad Nacional de Cuyo.
- Foley، Ray (2011). The Ultimate Little Cocktail Book. Naperville, Illinois: Sourcebooks, Inc. ISBN:978-1-4022-5410-9. مؤرشف من الأصل في 2022-03-20.
- Franco، César (1991). Celebración del Pisco. Lima: Centro de Estudios para el Desarrollo y la Participación.
- Hanson، Earl Parker (1943). The New World Guides to the Latin American Republics. New York: Duell, Sloan and Pearce.
- Jiménez Morato, Antonio (2012). Mezclados y Agitados (بالإسبانية). Barcelona: Debolsillo. ISBN:978-84-9032-356-4.
- Kosmas، Jason؛ Zaric، Dushan (2010). Speakeasy. New York: Random House Digital. ISBN:978-1-58008-253-2. مؤرشف من الأصل في 2022-03-24.
- McDonnell، Duggan (2015). Drinking the Devil's Acre: A Love Letter from San Francisco and her Cocktails. San Francisco, CA: Chronicle Books LLC. ISBN:978-1-4521-4062-9.
- Milland، Ray (1974). Wide-Eyed in Babylon. New York: Morrow. ISBN:0-688-00257-9.
- Pan American World Airways, Inc. (1978). Pan Am's World Guide: The Encyclopedia of Travel. New York: McGraw-Hill. ISBN:9780070484184.
- Parsons، Brad Thomas (2011). Bitters. New York: Random House Digital. ISBN:978-1-60774-072-8.
- Plath, Oreste (1981). Folklore Lingüístico Chileno: Paremiología (بالإسبانية). Santiago, Chile: Editorial Nascimento. ISBN:956-258-052-0.
- Pozo, José del (2004). Historia del Vino Chileno (بالإسبانية). Santiago: Editorial Universitaria. ISBN:956-11-1735-5.
- Regan، Gary (2003). The Joy of Mixology, The Consummate Guide to the Bartender's Craft. New York: Clarkson Potter. ISBN:0-609-60884-3. مؤرشف من الأصل في 2022-06-30.
- Roque, Raquel (2013). Cocina Latina: El sabor del Mundo Latino (بالإسبانية). New York: C.A. Press. ISBN:978-1-101-55290-2.
- Sánchez, Luis Alberto (1969). Testimonio Personal: Memorias de un Peruano del Siglo XX (بالإسبانية). Lima: Mosca Azul Editores.
- Sandham، Tom (2012). World's Best Cocktails. Lions Bay, Canada: Fair Winds Press. ISBN:978-1-59233-527-5.
- Vial Correa, Gonzalo (1981). Historia de Chile, 1891–1973: La Dictadura de Ibáñez, 1925–1931 (بالإسبانية). Santiago: Editorial Santillana del Pacífico. ISBN:956-12-1201-3.

## روابط خارجية
- موقع المشروب
- دليل تحضير
- فيديو إعداد حامض البيسكو - شبكة الغذاء